# Wyszniaky (rejon buczański)
Wyszniaky (ukr. Вишняки) – wieś na Ukrainie, w obwodzie kijowskim, w rejonie buczańskim, w hromadzie Borodzianka. W 2001 liczyła 150 mieszkańców.